# A Surge of Power (Jen Reid) 2020

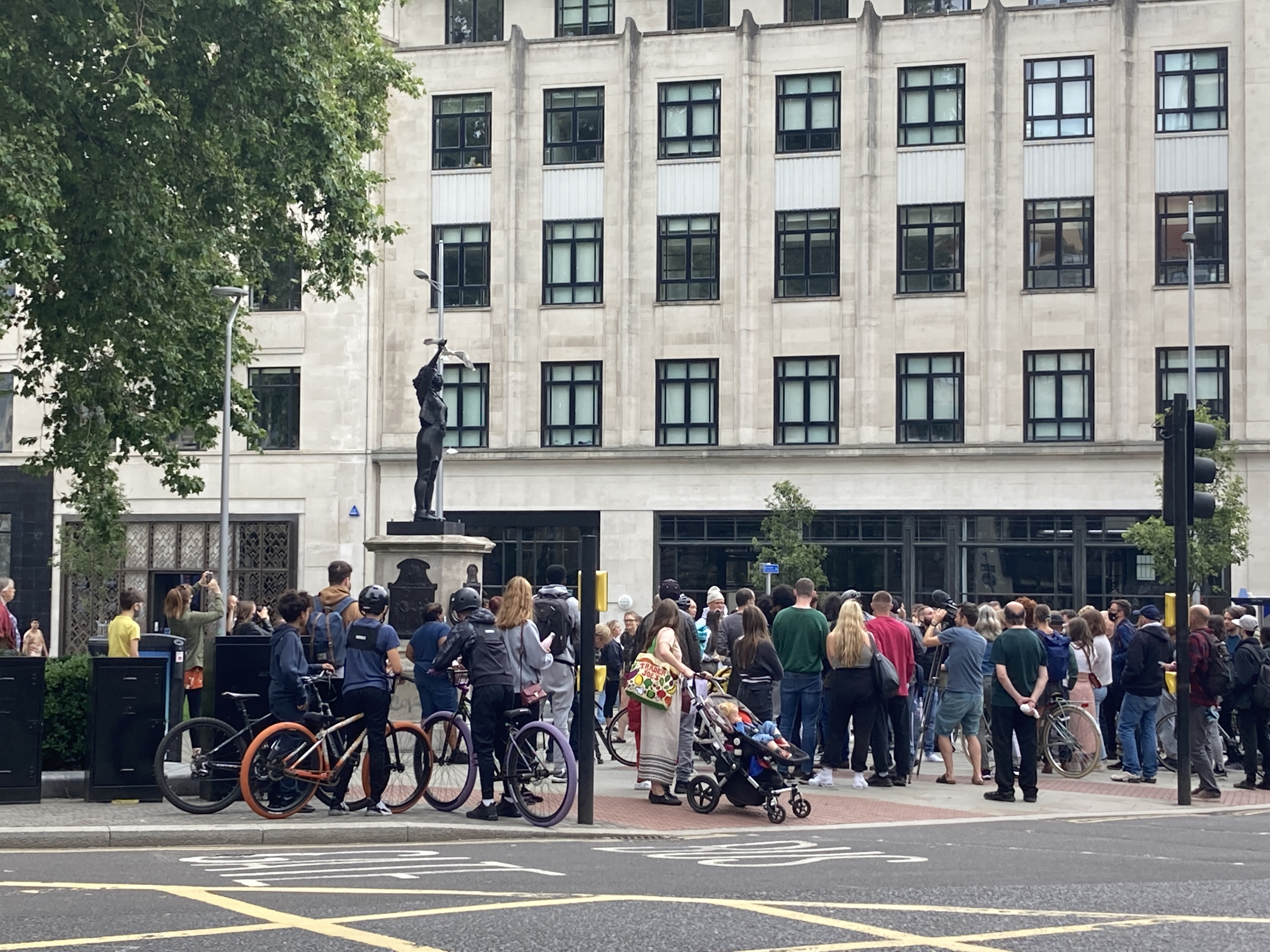
Imatge de l'estàtua A Surge of Power.

A Surge of Power (Jen Reid) 2020 és una escultura de resina negra, feta l'any 2020 per Marc Quinn, d'una manifestant que realitza la salutació del Black Power. L'escultura es va erigir de forma subreptícia al centre de la ciutat de Bristol a primera hora del matí del 15 de juliol del 2020. Va ser col·locada sobre el pedestal buit que havia deixat l'estàtua d'Edward Colston, després que fos enderrocada el 7 de juny de 2020 per manifestants antiesclavistes.

## Visió general
Quinn i el seu equip van construir l'escultura a partir de la barreja de resina negra i acer. Erigida el 15 de juliol de 2020, ocupa el pedestal situat al centre de Bristol, on es trobava l'estàtua d'Edward Colston abans de la seva retirada pels manifestants el 7 de juny de 2020. Figura que es tracta de Jen Reid, una de les manifestants, en una postura que va adoptar sobre el pedestal poc després de la retirada de l'estàtua de Colston.
El 7 de juny de 2020, l'estàtua d'Edward Colston, un comerciant, filantrop i polític conservador de Bristol dels segles XVII i XVIII, membre de Parlament britànic que havia estat involucrat en el comerç d'esclaus a l'Atlàntic, va ser enderrocada durant les protestes per l'assassinat de George Floyd. La manifestant Jen Reid va pujar al pedestal i es va col·locar amb el puny alçat. Quinn va veure una fotografia d'aquesta escena publicada a Instagram. Reid va dir: «Veure l'estàtua d'Edward Colston sent llançada al riu em va fer sentir un moment realment històric; enorme. Quan vaig estar allà dalt del pedestal i vaig aixecar el braç amb una salutació de Black Power, va ser totalment espontani, ni hi vaig pensar. Els meus pensaments immediats van ser per als esclavitzats que van morir a les mans de Colston i per donar-los poder. Volia donar poder a George Floyd, volia donar poder a persones negres com jo, que han patit injustícies i desigualtats».

## Creació i col·locació
Per crear l'escultura, Quinn va realitzar una escaneig 3D de Reid recreant la postura. L'escultura es va imprimir en 3D per seccions abans de ser colada en resina negra i ensamblada. Per a fer l'estàtua en bronze hagués requerit diversos mesos addicionals.
L'estàtua va ser erigida en secret al matí del 15 de juliol del 2020 per un equip de 10 persones en 15 minuts. L'estàtua no va ser encarregada per les autoritats locals ni es va sol·licitar permís per a la seva instal·lació, tot i que la col·locació de l'estàtua no era il·legal. La disposició de l'obra no va comportar cap dany al pedestal.

## Comentaris
Quinn va descriure la peça com una «instal·lació pública temporal, nova», «en última instància mòbil» i que no era «una obra d'art permanent». Tot i això, Quinn va dir que el seu equip havia estudiat la ubicació i no es va desplaçar fàcilment.
Quinn es va fer ressò de la visió del batlle de Bristol, Marvin Rees, després de l'enderrocament i l'eliminació de l'estàtua d'Edward Colston, que va definir com a «peça de poesia històrica», així com «un acte sorprenent de justícia poètica», tot afegint que "«eventualment Bristol treballarà per a posar-hi alguna cosa sobre o fer quelcom amb el pedestal».
Rees va manifestar al The Guardian: «El racisme és un problema enorme, un virus que s'ha d'abordar. Espero que aquesta escultura continuï aquest diàleg, la mantingui al capdavant de la ment de la gent, sigui un conductor d'energia. La imatge creada per Jen aquell dia, quan va estar al pedestal — amb tota l'esperança que el futur del món passava per ella —, va fer que la possibilitat d'un canvi més gran se sentís més real del que era abans». En una declaració conjunta, Marc Quinn i Jen Reid van escriure: «Jen i jo no estem posant aquesta escultura al pedestal com a solució permanent del que hauria d'haver-hi; és una espurna que esperem que ajudi a mantenir l'atenció continuada sobre aquest assumpte vital i punyent. Volem destacar el problema inacceptable del racisme institucionalitzat i sistèmic que tothom té el deure d'afrontar. Aquesta escultura havia de succeir ara en l'espai públic: no es tracta d'un tema nou, però se sent com si hi hagués un punt de partida global. Ja és hora de l'acció directa».

## Retirada
Hores després de la seva instal·lació, Rees va notificar que l'estàtua no tenia permís per ser instal·lada i que seria retirada. Poc abans, però, va manifestar que el futur del pedestal el decidiria la gent de Bristol.
El matí del 16 de juliol l'Ajuntament de Bristol va retirar l'estàtua, i va comunicar que seria exposada al museu «a disposició de l'artista per si la vol recuperar o donar a la nostra col·lecció». L'artista possiblement seria requerit al pagament del cost de la retirada.